# クリッズ・カリコー
クリッズ・カリコー（Krizz Kaliko、本名：サミュエル・ウィリアムズ・クリストファー・ワトソン、1974年3月7日 - ）は、アメリカ合衆国ミズーリ州カンザスシティ出身のラッパーである。
現在は、テック・ナイン率いるストレンジ・ミュージックに所属。2008年にアルバム『Vitiligo』でデビューを飾り、全米ビルボード200にて初登場167位を記録した。それ以降も、非常にコンスタントにアルバムを発表しており、特に2012年5月15日にリリースした4thアルバム『Kickin' and Screamin'』は全米ビルボード200にて初登場43位を記録するなど、彼の中で最大のヒット作である。

## ディスコグラフィー

### スタジオ・アルバム
- Vitiligo (2008)
- Genius (2009)
- Shock Treatment (2010)
- Kickin' and Screamin' (2012)
- Son of Sam (2013)
- GO (2016)
- Legend (2020)